# Грасси, Орацио
Ора́цио Гра́сси (итал. Orazio Grassi, 1 мая 1583, Савона, Северная Италия — 23 июля 1654, Рим) — итальянский математик и архитектор, член Общества Иисуса (ордена иезуитов).

## Биография
Орацио Грасси родился в Савоне (Лигурия), в то время входившей в состав Генуэзской республики, в 1583 году, переехал в Рим в возрасте семнадцати лет, и в октябре 1600 года стал послушником монастыря иезуитов при церкви Сант-Андреа-аль-Квиринале. В 1603 году Грасси поступил в Римский колледж (Collegio Romano), основанный в качестве Института иезуитов (Compagnia di Gesù) Игнатием Лойолой в 1534 году. В колледже О. Грасси пробыл до 1610 года, изучал философию, математику и теологию.
В 1614 году он был отправлен в иезуитский колледж Генуи (Collegio dei Gesuiti di Genova) в качестве духовного помощника неофитов, в 1616 году вернулся в Рим и был назначен профессором математики Римского колледжа. Приняв обет священника Общества Иисуса в 1618 году, он возглавлял кафедру математики до 1628 года, занимаясь, в частности, астрономией, оптикой и архитектурой, о чём свидетельствуют его лекции «Речи об оптической природе радуги» (лат. De iride disputatio optica), опубликованные в 1617 году под именем Галеаццо Марискотто, и другие рукописи по геометрии, оптике и архитектуре.

## Архитектура
Орацио Грасси известен в качестве архитектора. Именно он спроектировал главный фасад церкви колледжа иезуитов Сант-Иньяцио (1620—1621). Он также занимал в ордене должность «консультанта по строительству» (consiliarius aedificiorum).
В 1624 году Грасси совершил поездку в Сецце (Лацио) с ревизией строительства местного колледжа и церкви Святых Петра и Павла, начатого в 1601 году по проекту отца Джованни де Розиса. Грасси внес в этот проект ряд изменений и дополнений. В 1626 году ректор колледжа в Сиене пригласил его возглавить преобразование церкви Сан-Виджилио. Это был его единственный полностью реализованный проект, который оказал большое влияние на архитектуру иезуитов, сочетая функциональность пространства и сдержанное декорирование.
В конце 1626 года Грасси снова вызвали в Рим, чтобы помочь со строительством церкви Сант-Иньяцио, а в 1627 году он был назначен префектом строительства. В 1632 году Грасси работал в Терни (Умбрия) на строительстве церкви Санта-Лючия. После этого строил колледж в Монтепульчано и церковь в Витербо.
Весной 1645 года Грасси посетил Рим, инспектировал строительство церкви Сант-Иньяцио, составил критический отчет. Грасси отвечал за работы, связанные с оформлением фасада, он предложил новую конструкцию внутреннего купола и решения многих других проблем, однако купол так и не был построен и его изобразил на плафоне в манере «trompe l’oeil» Андреа Поццо. В Генуе О. Грасси консультировал ряд научных проектов Ордена. После второго пребывания в Риме он снова служил духовником в колледже в Генуе, а затем проректором в период с 1651 по 1653 год.

## Спор с Галилеем
Однако известность Грасси в основном связана с дискуссией о природе комет, в которой его оппонентом выступил Галилео Галилей.
Этот спор возник в связи с появлением трёх комет в 1618 году. В начале 1619 года Грасси выступил с лекцией, текст которой опубликовал под названием «De tribus cometis anni MDCXVIII disputatio Astronomica publice Hablice в Collegio Romano Societatis Iesu», утверждая, что третья комета, появившаяся годом ранее, была небесным телом, лишённым собственного света и вращающимся по круговой орбите между Луной и Солнцем. Несколько месяцев спустя во Флоренции против этой книги выступил Марио Гвидуччи, втянувший в спор Галилея, который высказал другие предположения. Галилей получил копию текста лекции Грасси и был возмущён. Пометки, которые он нацарапал на полях своей копии, полны оскорблений: «pezzo d’asinaccio» («кусок абсолютной глупости»), «bufolaccio» («шут»), «villan poltrone» («злой идиот»), «balordone» («неуклюжий идиот»).
Галилей ответил своим «Рассуждением о кометах», которое было опровержением многих аргументов, выдвинутых Грасси, но первоначально выдвинутых Тихо Браге.
Орацио Грасси ответил Галилею книгой «Libra Astronomica» под псевдонимом «Lotharius Sarsius Sigensanus» (анаграмма Горация Грассиуса Салоненсиса). В книге была предпринята попытка сравнить все известные в то время теории происхождения небесных тел, с особым вниманием к работам Тихо Браге, чья космологическая система положительно оценивалась Обществом Иисуса.
Историки науки считают, что роль Грасси в спорах с Галилеем не была второстепенной в возникновении судебных процессов над выдающимся астрономом. После суда над Галилеем все участники дискуссии были изгнаны из Рима. О. Грасси вернулся в Савону, а затем переехал в Геную, чтобы построить «Новый Колледж» (Collegio Nuovo) на Виа Бальби, позднее «Научный лицей» (Liceo Scientifico), носящий его имя.
Грасси был автором многих работ по математике, оптике, физике и архитектуре, в том числе оригинального исследования о солнечных часах в работах архитектора Витрувия (In primum librum de architecture M. Vitruvii et in nonum eiusdem De horologiorum solarium descriptione duo brevissimi tractati; 1624).